# Torrita di Siena
Torrita di Siena település Olaszországban, Toszkána régióban, Siena megyében. Lakosainak száma 6963 fő (2023. január 1.). Torrita di Siena Montepulciano, Pienza, Sinalunga, Trequanda és Cortona községekkel határos.

## Fekvése
Arezzótól délre fekvő település.

## Története
Torrita nevét az Amiatino kódex említette először 1037-ben, II. Konrad Pieve Sant'Apollinare Feroniano területi vitáival kapcsolatban.
Vára a Siena elleni küzdelem védelmi rendszeréhez tartozott, négyzet alakú tornyokkal és négy átjáróval rendelkezett: Porta a Pago, Port Gavina, Porta Nuova és  Porta a Sole. Később, 1554-ben Firenze hódította meg.
A huszadik században különösen a kézműves és famegmunkálás fejlődött itt nagymértékben.

## Galéria

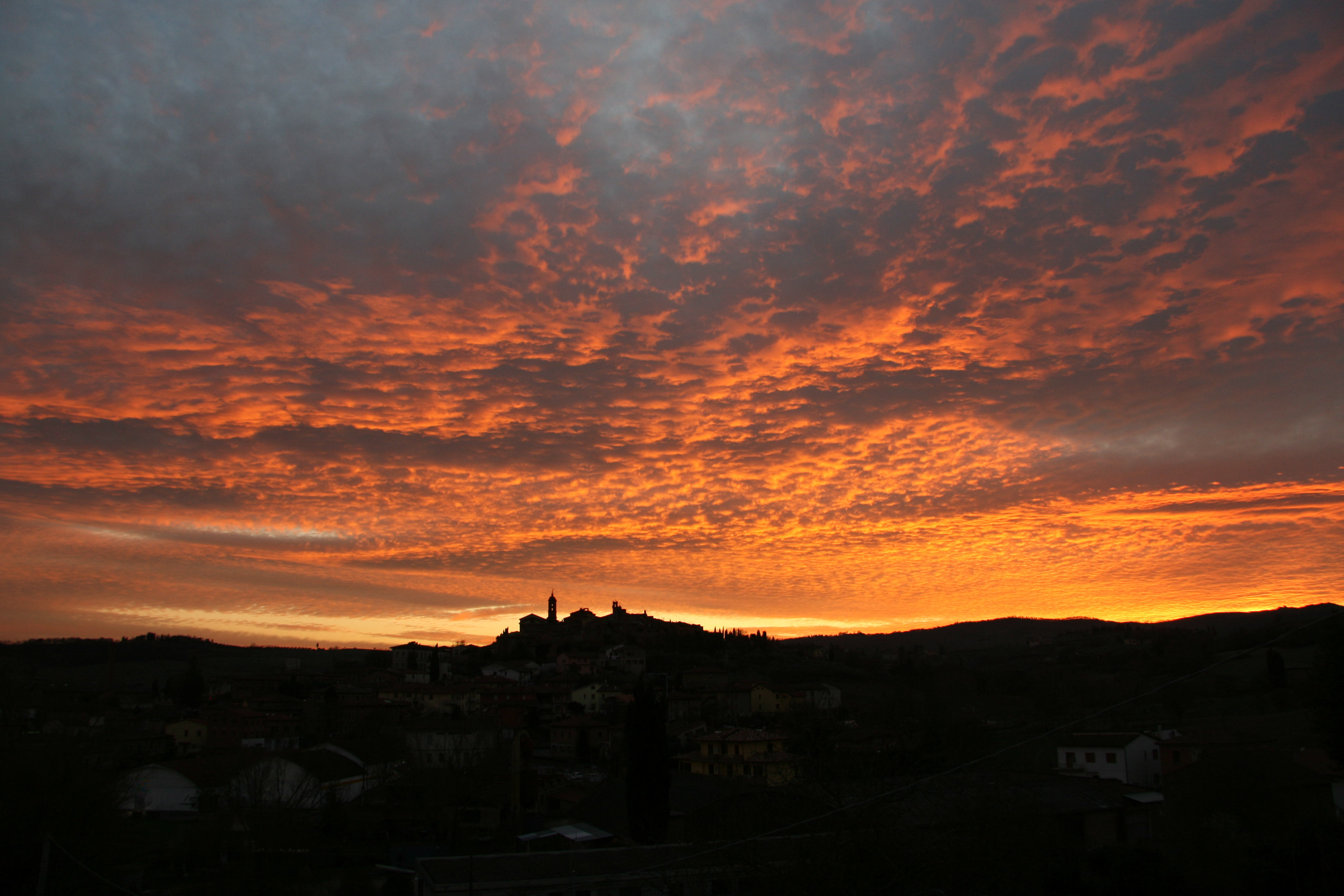
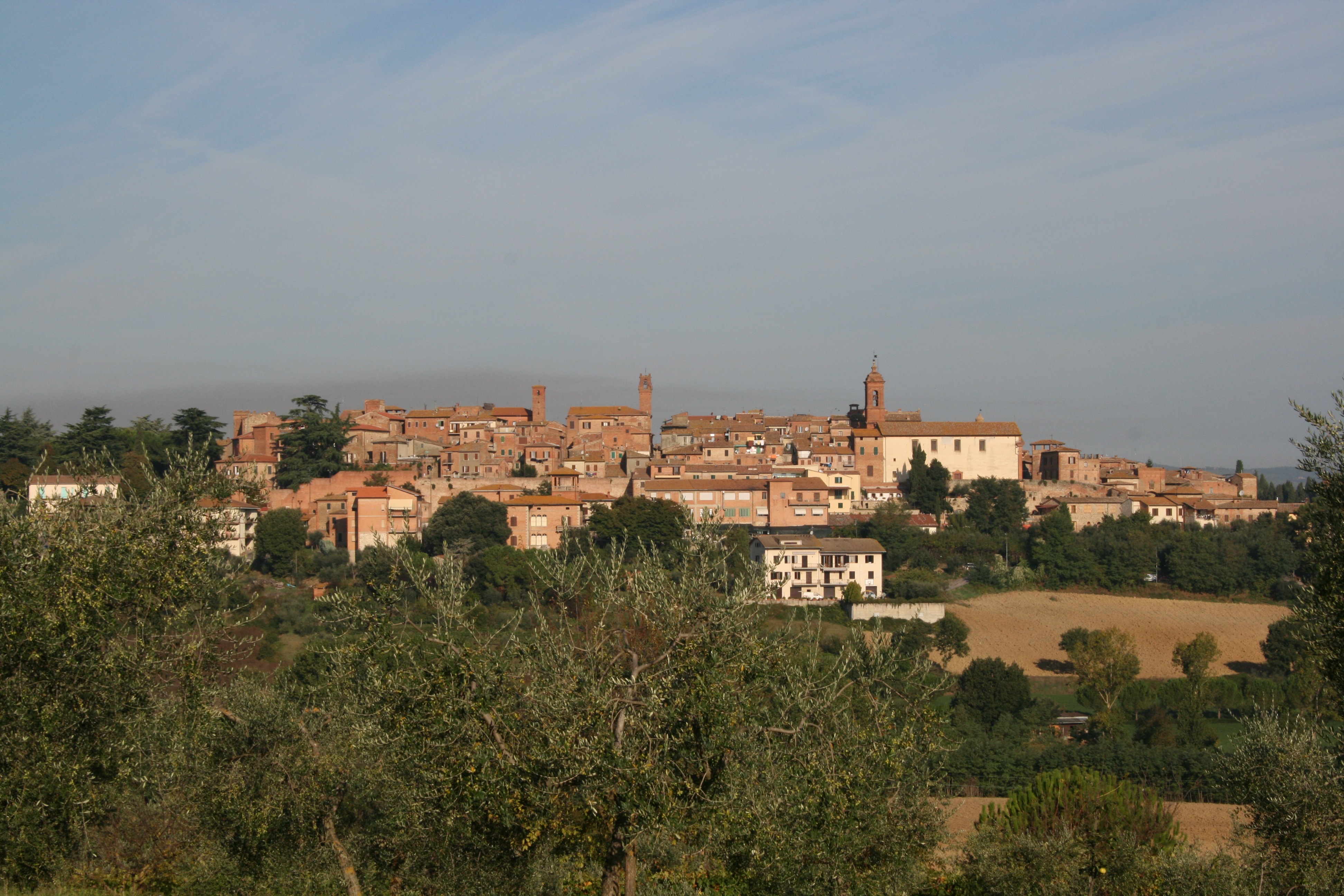
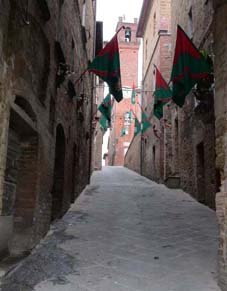
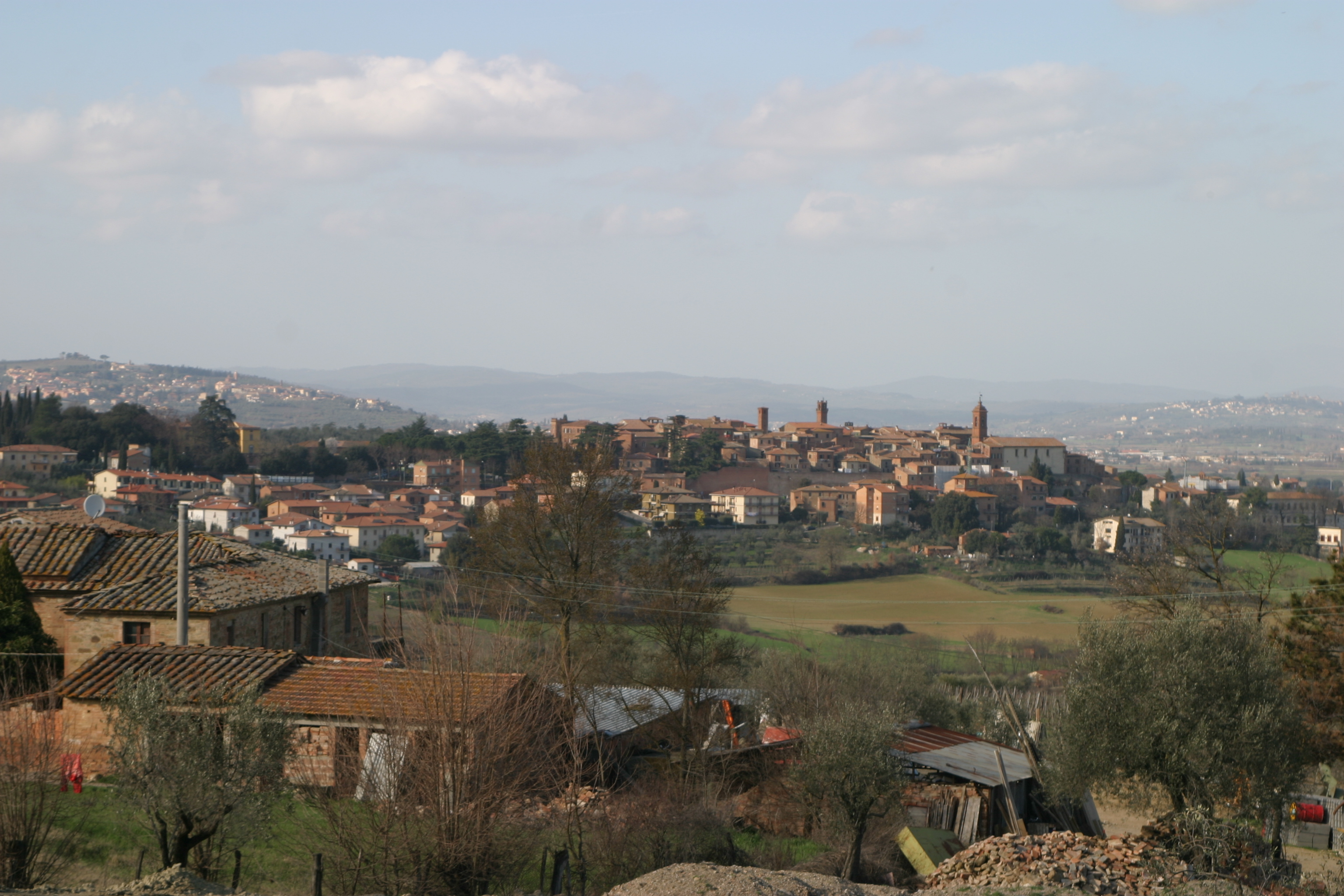
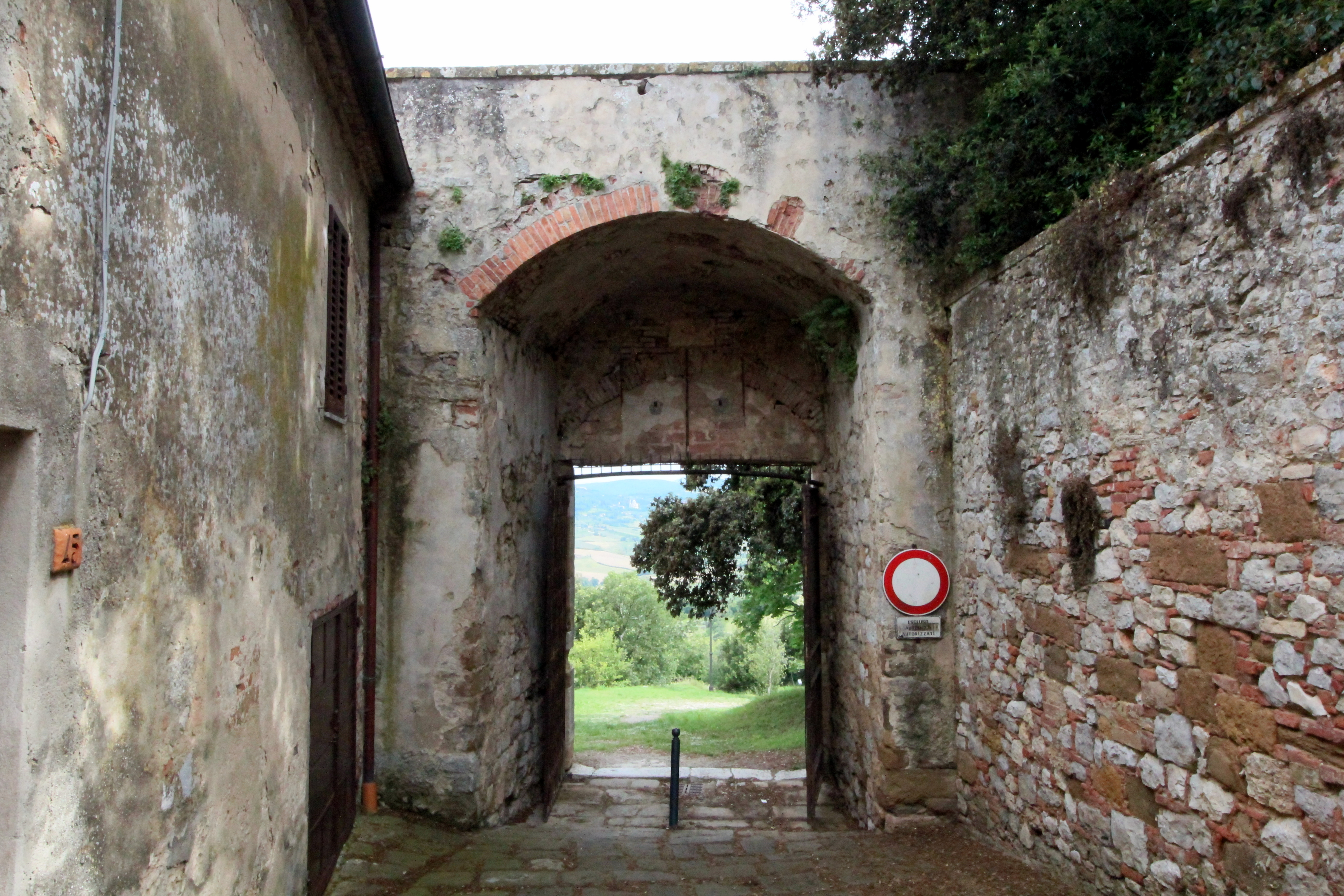
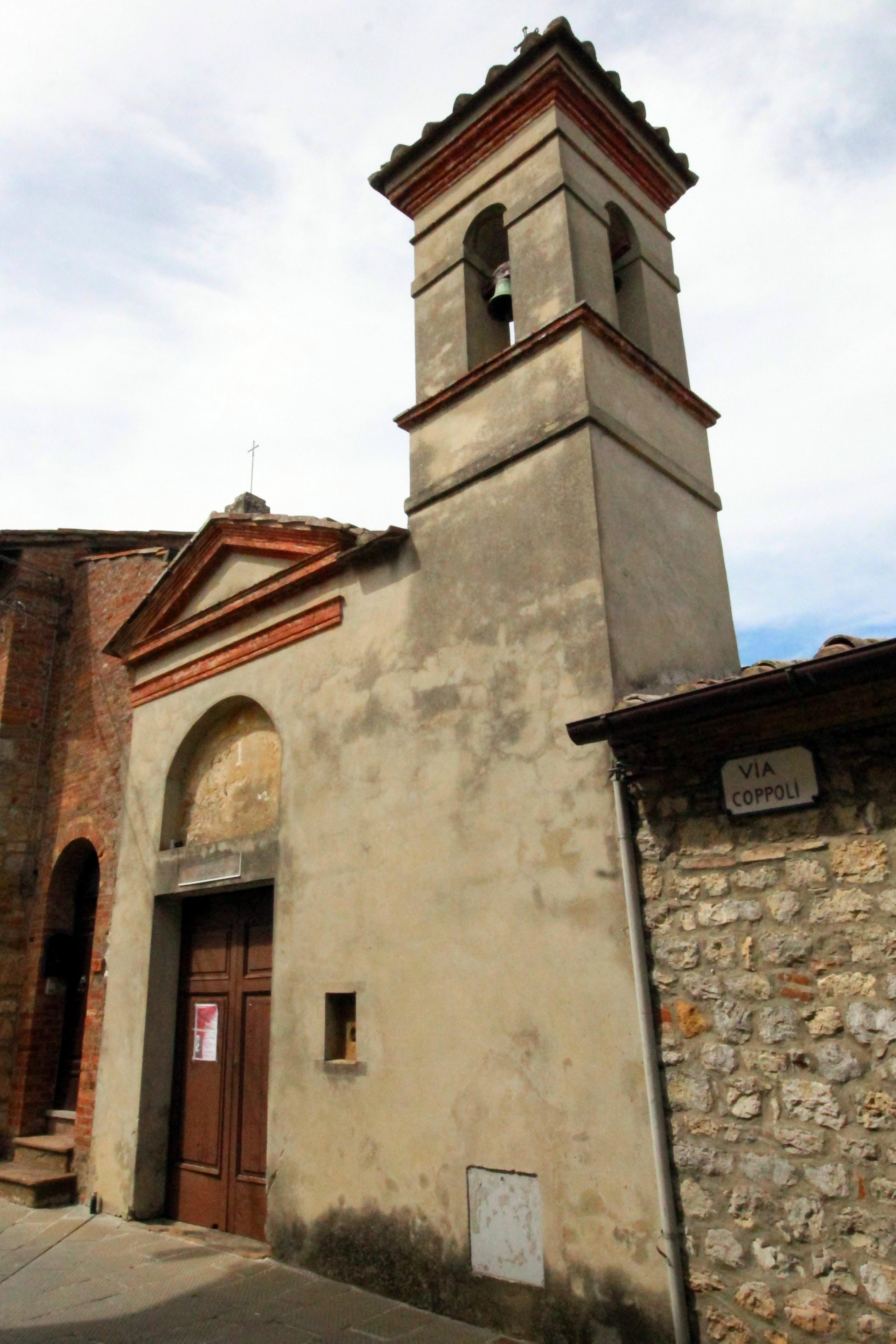
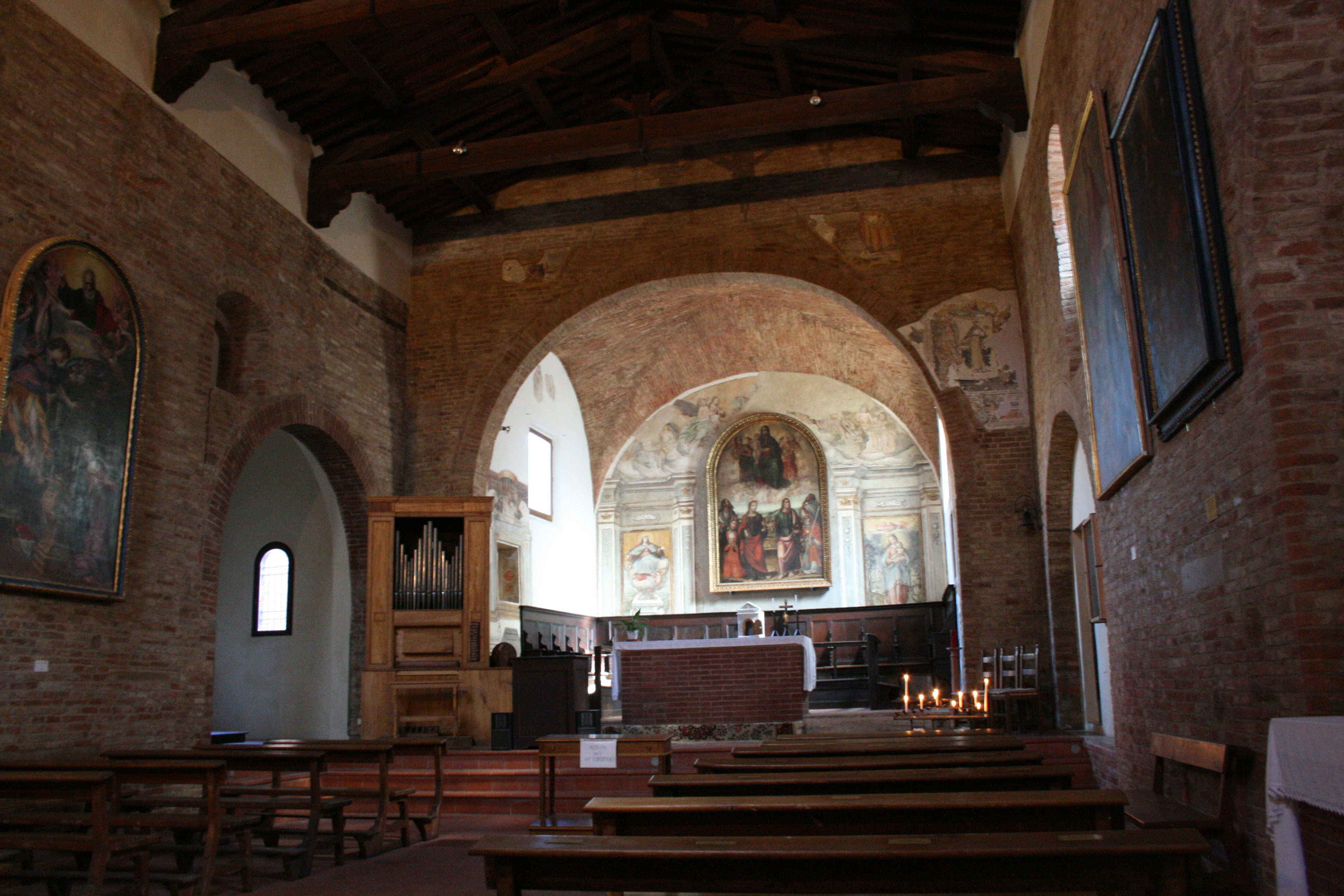
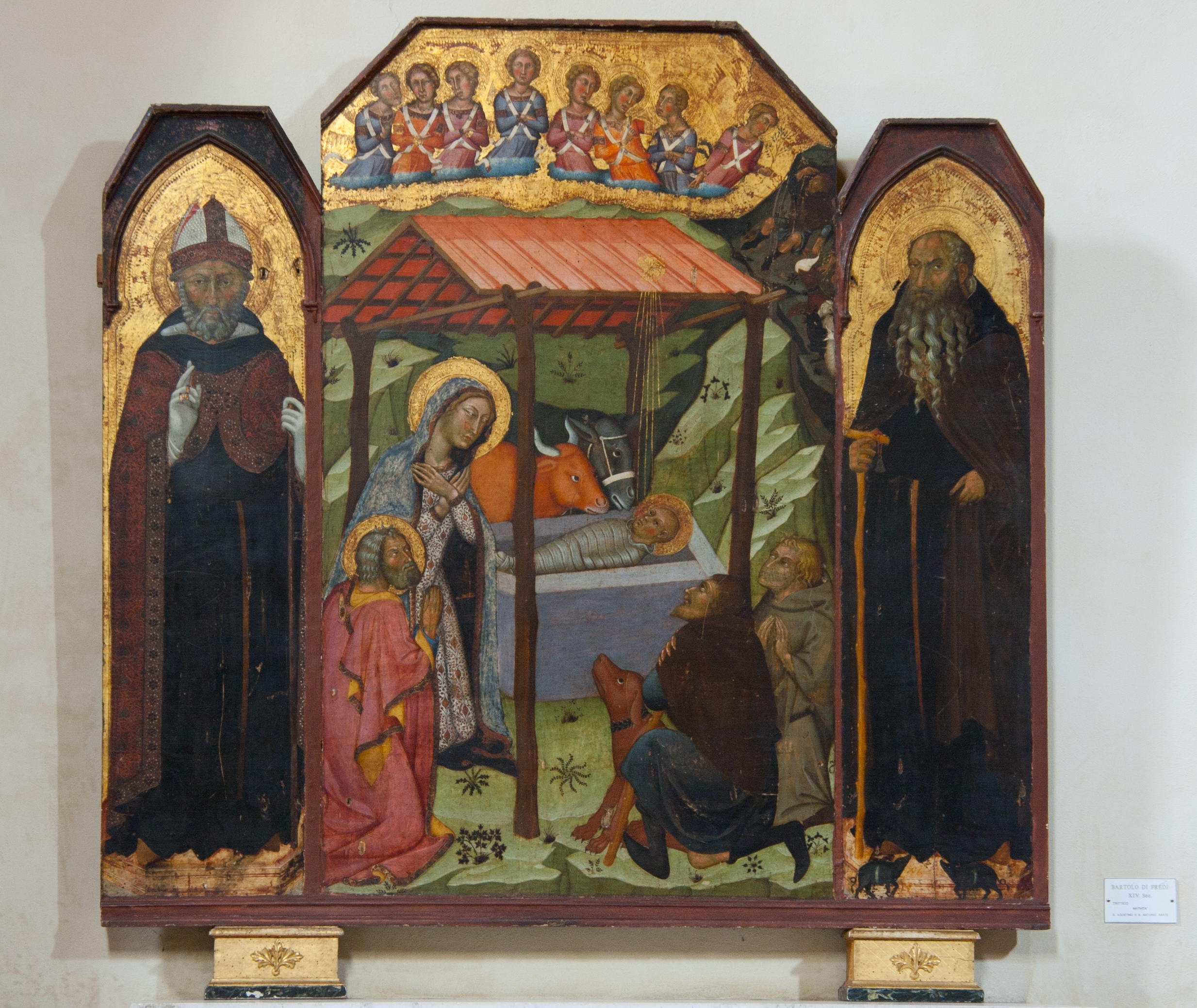
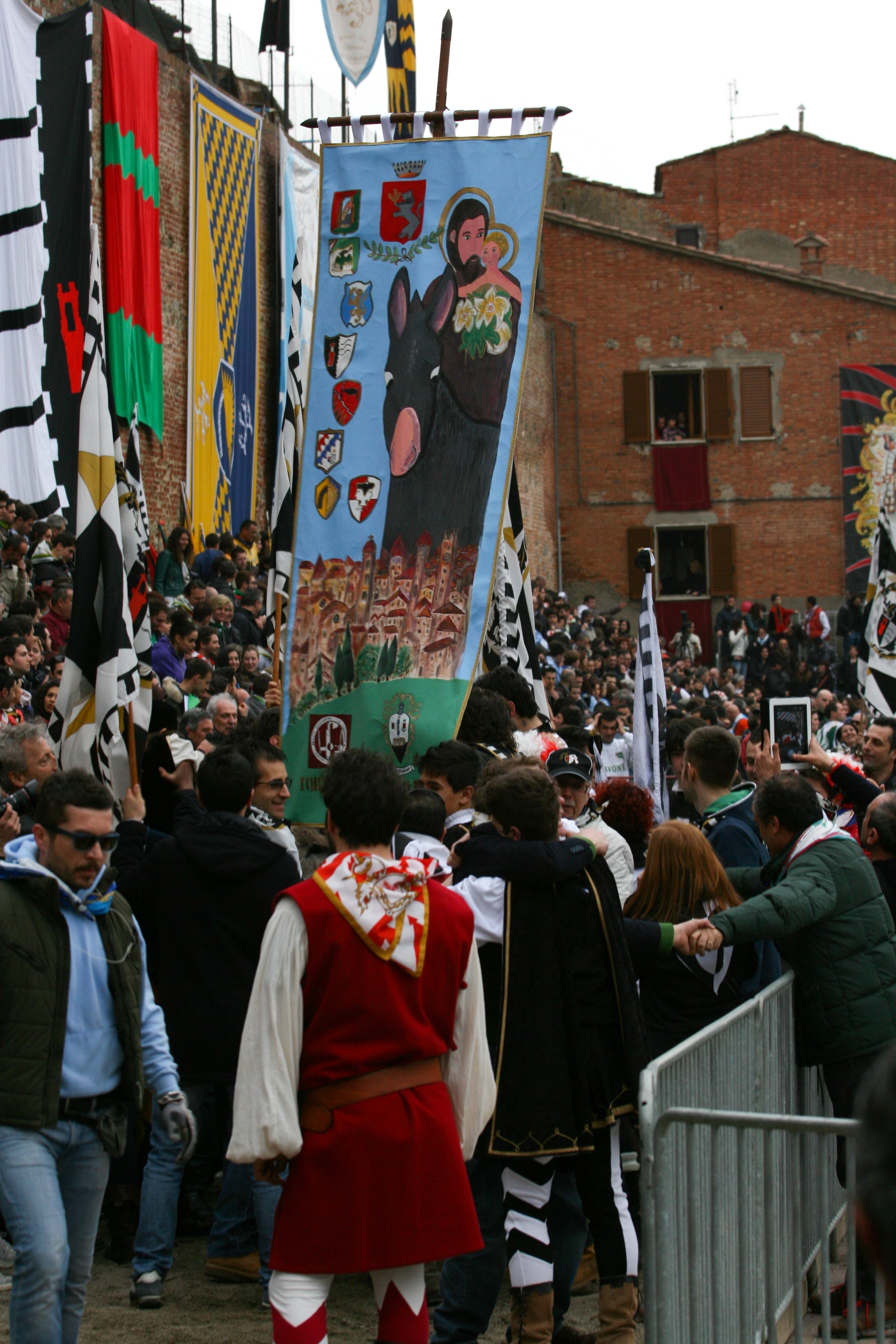

## Népesség
A település lakossága az elmúlt években az alábbi módon változott:
| Lakosok száma | 7352 | 7276 | 6963 |
|               | 2017 | 2018 | 2023 |